# Flabellum sibogae
Flabellum sibogae är en korallart som beskrevs av Gardiner 1904. Flabellum sibogae ingår i släktet Flabellum och familjen Flabellidae.
Artens utbredningsområde är Indiska oceanen. Inga underarter finns listade i Catalogue of Life.